# サートゥルヌス神殿
座標: 北緯41度53分33.07秒 東経12度29分3.06秒 / 北緯41.8925194度 東経12.4841833度
サートゥルヌス神殿（ラテン語: Templum Saturni または Aedes Saturnus、イタリア語: Tempio di Saturno）は、ローマ神話の神サートゥルヌスを祭った神殿で、イタリア、ローマのフォロ・ロマーノの西端にある。

## 考古学
徐々に崩壊してほとんど何も残っていないが、正面のポルチコ部分として8本の柱とペディメントの一部だけが残存している。ペディメントには Senatus Populusque Romanus incendio consumptum restituit と刻まれており、元老院とローマ市民が火災で失われたものを復元したことを意味している。

## 歴史
一部の文献は王政ローマの最後の王タルクィニウス・スペルブスが建てたとしており、別の文献はティトゥス・ラルキウス・フラウスだとしている。また、ガリア人による放火（紀元前4世紀初めごろのブレンヌスによるローマ侵略）の後にも修復されている。
共和政ローマ時代の国有財産をここに保管していたため、「アエラリウム (Aerarium)」すなわち「国庫」とも呼ばれた。この神殿はカンピドリオの丘まで続く古い坂道クリヴス・カピトリヌスの起点に位置していた。
現在の廃墟は3代目のサートゥルヌス神殿であり、2代目は283年に火災で破壊された。

## 内部
文献によると、内部にはベールで覆われて大鎌を持ったサートゥルヌスの木像があった。その脚には亜麻布が巻かれており、12月17日のサートゥルナーリアのときだけ解かれたという。
サートゥルヌスに捧げられた神殿だが、その第一の用途は共和政ローマの宝物庫アエラリウムであり、国の保有する金や銀が収められていた。さらに、国家の公文書、重量単位の基準となる金属製の原器が収められていた。アエラリウムは後に別の建物に移され、公文書は近くのタブラリウム（公文書館）に移された。神殿の土台はコンクリートをトラバーチンで覆ったもので、ビラ貼りに使われていた。